# Tanulmányi alap
A tanulmányi alap 1782-ben keletkezett a volt jezsuita rend összes ingó és ingatlan birtokából, a nagyszombati társház kivételével, amely az akkori magyar egyetemnek (ma ELTE) jutott; 1784-ben és 1791-ben még más testvérületek és szerzetek vagyonát is megkapta.
A tanulmányi alapok egyik részét a Budapesti Tudományegyetem alapítványai tették ki. A pesti egyetem alapját 1635-ben Pázmány Péter bíboros, esztergomi érsek vetette meg 100 000 forintos alapítvánnyal, amelyet II. Ferdinánd király ugyanazon évben megerősített. Lósy Imre és Lippay György érsekek a jogi kart alapították 37 000 forintos alapítvánnyal. Mária Terézia 1769-ben a földvári apátság javait adományozta az egyetemnek az orvosi kar megalapítására, az esztergomi érsekek pedig ezután is több ízben 10 000 forintot szenteltek évenként az egyetemnek. Az egyetem legnagyobb alapítványa a Jézus-társaság társháza volt, 268 614 forint alapítványi tőkével, háromemeletes házzal, könyvtárral, könyvnyomdával, templommal, csillagásztoronnyal, továbbá több ingatlannal Nagyszombatban és Fehértemplomon, a vág-sellyei uradalommal, a bozóki prépostság felerészével, Denek pusztával, ingatlanokkal Korponán, Modrán, Szent-Györgyön, Récsén stb. Ezekből az alapítványokból alakították a Budapesti Tudományegyetem fekvő birtokait:
- a pécsváradi uradalom;
- a földvári uradalom;
- a znióváraljai uradalom;
- a sellyei uradalom.